# Dug kalandjai
A Dug kalandjai vagy Kutyavilág (eredeti cím: Dug Days) 2021 és 2023 között bemutatott amerikai 3D-s számítógépes animációs vígjátéksorozat, amelyet Bob Peterson alkotott és rendezett, a 2009-es Fel című film folytatása.
Amerikában 2021. szeptember 1-én mutatta be a Disney+. Magyarországon a Disney+ mutatta be 2022. június 14-én.

## Ismertető
Dug, a golden retriever és a 78 éves özvegy Carl Fredricksen új házba költöznek a külvárosba.

## Szereplők
| Szereplő         | Eredeti hang   | Magyar hang     |
| ---------------- | -------------- | --------------- |
| Dug              | Bob Peterson   | Kisfalusi Lehel |
| Carl Fredricksen | Ed Asner       | Forgács Gábor   |
| Russell          | Jordan Nagai   | Vida Bálint     |
| Szomszéd         | Neketia Henry  | N/A             |
| Mókus            | Simon Helberg  | Szatory Dávid   |
| Légy             | Jeff Pidgeon   | Sörös Miklós    |
| Madár            | Sarayu Blue    | Csifó Dorina    |
| Csiga            | Heather Eisner | Nádasi Veronika |
| Russell anyja    | Moon Choe      | Márta Éva       |

### Magyar változat
- Magyar szöveg: Boros Karina
- Dalszöveg: Nádasi Veronika
- Hangmérnök és szinkronrendező: Kránitz Lajos András
- Vágó: Kránitz Bence
- Gyártásvezető: Bogdán Anikó
- Zenei rendező: Posta Victor
- Produkciós vezető: Máhr Rita

A szinkront az SDI Media Hungary készítette.

## Epizódok
| Sor. | Év. | Cím                | Rendező      | Író          | Premier                              |
| ---- | --- | ------------------ | ------------ | ------------ | ------------------------------------ |
| 1.   | 1.  | Mókus (Squirrel!)  | Bob Peterson | Bob Peterson | 2021. szeptember 1. 2022. június 14. |
| 2.   | 2.  | Kölykök (Puppies)  | Bob Peterson | Bob Peterson | 2021. szeptember 1. 2022. június 14. |
| 3.   | 3.  | A szag (Smell)     | Bob Peterson | Bob Peterson | 2021. szeptember 1. 2022. június 14. |
| 4.   | 4.  | Virágok (Flowers)  | Bob Peterson | Bob Peterson | 2021. szeptember 1. 2022. június 14. |
| 5.   | 5.  | Tudomány (Science) | Bob Peterson | Bob Peterson | 2021. szeptember 1. 2022. június 14. |

## A sorozat készítése
A sorozatot 2020. december 10-én jelentették be, a Disney's Investor Day-en. A Pixar készítette, Bob Peterson volt az alkotója, rendezője és írója. Az eredeti film rendezője Pete Docter vezető producere volt a sorozatnak.

### Szereposztás
A sorozat írása és rendezése mellett Peterson megismétli Dug szerepét. Ed Asner, Carl szinkronszínésze a filmben és a sorozatban is, augusztus 29-én, három nappal a sorozat premierje előtt meghalt, így posztumusz előadása lett. Jordan Nagai fel nem használt archív felvételeit használták fel, mivel Nagai már visszavonult a színészettől.
A koronavírus-járvány miatt a színészeknek otthon kellett leszinkronizálni a sorozatot.